# Paule Emanuele
 (septembre 2022).
Si vous disposez d'ouvrages ou d'articles de référence ou si vous connaissez des sites web de qualité traitant du thème abordé ici, merci de compléter l'article en donnant les références utiles à sa vérifiabilité et en les liant à la section « Notes et références ».
Paule Emanuele est une actrice française, née le 14 mai 1927 à Fontenay-aux-Roses (Seine). C'est aussi l'une des grandes dames du doublage. Elle a notamment prêté sa voix à Elizabeth Taylor, Lauren Bacall, Shelley Winters et Lois Maxwell alias Moneypenny dans la série des James Bond.

## Biographie
De son vrai nom Paule-Marie Christophe, elle est la fille d'Étienne Christophe et de Jeanne Hubert. Sa sœur aînée, Françoise Christophe (1923-2012), deviendra également actrice.

### Vie privée
Paule Emanuele a été mariée au comédien Jean-Claude Michel (1925-1999) qu'elle épouse en secondes noces le 19 décembre 1958. Jean-Claude MICHEL avait eu 2 enfants d'un premier mariage et Paule Emanuele 1 enfant de son premier mariage. Ils n'ont pas eu d'autres enfants ensemble et sont restés mariés près de 40 ans jusqu'au décès de Jean-Claude Michel en 1999.
- 1952 : Zoé de Jean Marsan, mise en scène Christian-Gérard, Comédie-Wagram puis théâtre des Célestins
- 1955 : Quatuor de Noël Coward, adaptation Paul Géraldy, mise en scène Pierre Dux, théâtre des Capucines
- 1956 : Le Séducteur de Diego Fabbri, mise en scène François Périer, théâtre de la Michodière
- 1968 : La Locomotive d'André Roussin, mise en scène de l'auteur, théâtre des Célestins

## Filmographie

### Cinéma
- 1952 : La Jeune Folle d'Yves Allégret
- 1958 : La Bonne Tisane d'Hervé Bromberger : le docteur Yvonne Renard
- 1964 : La Peau douce de François Truffaut : Odile
- 1971 : L'Alliance de Christian de Chalonge : Madame Sedaine
- 1983 : Le Voleur de feuilles de Pierre Trabaud : La poissonnière. C'est le seul film où elle joue avec son mari Jean-Claude Michel

### Télévision
- 1968 : Au théâtre ce soir : La Locomotive d'André Roussin, mise en scène de l'auteur, réalisation Pierre Sabbagh, théâtre Marigny
- 1977 : Dossiers: Danger immédiat, épisode En verre et contre tout de Claude Barma : Anne Claus
- 1980 : Le Curé de Tours de Gabriel Axel : Mlle Merlin de la Blottière
- 1991 : Marie Pervenche, épisode La Planche étroite de Jean Sagols : Madame de la Porte

## Doublage
Les dates inscrites en italique correspondent aux sorties initiales des films auxquels Paule Emanuele a participé aux redoublages ou au doublage tardif.

### Cinéma

#### Films
- Lois Maxwell dans :
  - James Bond 007 contre Dr No (1962) : Miss Moneypenny
  - Bons baisers de Russie (1963) : Miss Moneypenny
  - Goldfinger (1964) : Miss Moneypenny
  - Opération Tonnerre (1965) : Miss Moneypenny
  - On ne vit que deux fois (1967) : Miss Moneypenny
  - Opération frère cadet (1967) : Max
  - Au service secret de Sa Majesté (1969) : Miss Moneypenny
  - Les diamants sont éternels (1971) : Miss Moneypenny
  - Vivre et laisser mourir (1973) : Miss Moneypenny
  - L'Homme au pistolet d'or (1974) : Miss Moneypenny
  - Moonraker (1979) : Miss Moneypenny
  - Rien que pour vos yeux (1981) : Miss Moneypenny
  - Octopussy (1983) : Miss Moneypenny
  - Dangereusement vôtre (1985) : Miss Moneypenny
  - Vengeance secrète (1985) : Olivia

- Shelley Winters dans :
  - Un coin de ciel bleu (1965) : Rose-Ann D'Arcey
  - Alfie le dragueur (1966) : Ruby
  - L'Indien (1970) : Dorothy Bluebell
  - L'Aventure du Poséidon (1972) : Belle Rosen
  - Le Veinard (1975) : Diana Steedeman
  - Un coup de deux milliards de dollars (1975) : Zelda Shapiro
  - Peter et Elliott le dragon (1977) : Lena Gogan (1er doublage)
  - Le Magicien de Lublin (1979) : Elzbieta
  - S.O.B. (1981) : Eva Brown
  - Delta Force (1986) : Edie Kaplan

- Elizabeth Taylor dans :
  - Qui a peur de Virginia Woolf ? (1966) : Martha
  - Cérémonie secrète (1968) : Leonora
  - Boom (1968) : Flora « Sissy » Goforth
  - Terreur dans la nuit (1973) : Ellen Wheeler
  - L'Oiseau bleu (1976) : la mère / la sorcière / la lumière / l'amour maternel
  - Victoire à Entebbé (1976) : Edra Vinovsky
  - Le miroir se brisa (1980) : Marina Gregg
  - La Famille Pierrafeu (1994) : Perle Slaghoople

- Kathleen Freeman dans :
  - Docteur Jerry et Mister Love (1963) : Millie Lemon
  - Cramponne-toi Jerry (1969) : la baby-sitter
  - Tueur malgré lui (1971)[5] : Mrs. Perkins
  - Les Blues Brothers (1980) : sœur Mary Stigmata dite « la Pingouine »
  - Dragnet (1987) : Enid Bradnen
  - Blues Brothers 2000 (1998) : mère Mary Stigmata

- Gena Rowlands dans :
  - Les Intouchables (1969) : Rosemary Scott
  - Un tueur dans la foule (1977) : Janet
  - Ainsi va la vie (1998) : Ramona Calvert
  - Taking Lives : Destins violés (2004) : Mme Asher
  - N'oublie jamais (2004) : Allison Calhoun
  - La Porte des secrets (2005) : Violet Devereaux

- Lauren Bacall dans :
  - Une vierge sur canapé (1964) : Sylvia Broderick
  - Détective privé (1966) : Elaine Sampson
  - Rendez-vous avec la mort (1988) : Lady Westholme
  - Leçons de séduction (1998) : Hannah Morgan
  - The Walker (2007) : Natalie Van Miter

- Anne Bancroft dans :
  - Le Tournant de la vie (1977) : Emma Jacklin
  - Mr. Jones (1993) : le docteur Catherine Holland
  - Malice (1993) : Mme Kennsinger
  - Le Patchwork de la vie (1995) : Glady Joe
  - Beautés empoisonnées (2001) : Gloria Vogal / Barbara

- Maureen Stapleton dans :
  - Plaza Suite (1971) : Karen Nash
  - Johnny le dangereux (1984) : Ma Kelly
  - Une baraque à tout casser (1986) : Estelle[6]
  - Un faire-part à part (1992) : Mary Scanlan

- Marisa Merlini dans :
  - Le Médecin et le Sorcier (1957) : Mafalda
  - Le Grand Silence (1968) : Regina
  - Les bidasses s'en vont en guerre (1974) : Paulette Brugnon

- Irène Papas dans :
  - La Baie aux émeraudes (1964) : Sophia
  - Le Lion du désert (1981) : Manouchka
  - Série noire pour une nuit blanche (1985) : Shaheen Parvici

- Lee Grant dans :
  - Dans la chaleur de la nuit (1967) : Leslie Colbert
  - Les Naufragés du 747 (1977) : Karen Wallace
  - Ras les profs ! (1984) : Dr Donna Burke

- Sylvia Miles dans :
  - Macadam Cowboy (1969) : Cass
  - Adieu ma jolie (1975) : Jessie Halstead Florian
  - Massacres dans le train fantôme (1981) : Madame Zena

- Joyce Jameson dans :
  - La Course à la mort de l'an 2000 (1975) : Grace Pander
  - Josey Wales hors-la-loi (1976) : Rosie, la chanteuse
  - Doux, dur et dingue (1978) : Sybil

- Geraldine Page dans :
  - Le Jour du fléau (1975) : Big Sister, la prédicatrice
  - Soleil de nuit (1985) : Anne Wyatt
  - La Promise (1985) : Mrs Baumann

- Julie Bovasso dans :
  - Le Verdict (1982) : Maureen Rowney
  - Staying Alive (1983) : Flo Manero
  - Éclair de lune (1987) : Rita Cappomaggi

- Susan Hayward dans :
  - Je veux vivre ! (1958) : Barbara « Bonnie » Graham
  - Guêpier pour trois abeilles (1967) : Mrs Sheridan

- Suzanne Pleshette dans :
  - Des ennuis à la pelle (1962) : Chris Lockwood
  - Les Oiseaux (1963) : Annie Hayworth

- Hazel Court dans :
  - Le Corbeau (1963)[7] : Lenore Craven
  - Le Masque de la mort rouge (1964)[8] : Juliana

- Patricia Neal dans :
  - Le Plus Sauvage d'entre tous (1963) : Alma Brown
  - Première Victoire (1965) : le lieutenant Maggie Haines

- Honor Blackman dans :
  - Goldfinger (1964) : Pussy Galore[9]
  - Rio Verde (1971) : Mary Anna Morgan

- Rita Hayworth dans :
  - Piège au grisbi (1965) : Rosalie « Rosie » Kenny
  - La Colère de Dieu (1972) : Señora De La Plata

- Verna Bloom dans : 
  - L'Homme des hautes plaines (1973) : Sarah Belding
  - Police Connection (1973) : Maureen

- Eileen Brennan dans :
  - L'Arnaque (1973) : Billie
  - La Cité des dangers (1975) : Paula Hollinger

- Ava Gardner dans :
  - Tremblement de terre (1974) : Reny Royce-Graff
  - Cité en feu (1979) : Maggie Grayson

- Eve Arden dans : 
  - Grease (1978) : Mrs McGee
  - Grease 2 (1982) : Mrs McGee

- Betsy Palmer dans :
  - Vendredi 13 (1980) : Pamela Voorhees
  - Le Tueur du vendredi (1981) : Pamela Voorhees (Flashback)

- Maggie Blinco dans :
  - Crocodile Dundee (1986) : Ida
  - Crocodile Dundee 2 (1988) : Ida

Mais aussi :
- 1940[10] : L'Oiseau bleu : Mme Luxueux (Laura Hope Crews)
- 1949 : Le Troisième Homme : Anna Schmidt (Alida Valli)
- 1954[11] : Une femme qui s'affiche : Ilka Chase
- 1956 : Trapèze : Rosa (Katy Jurado)
- 1957 : Le Pont de la rivière Kwaï : l'infirmière dans l'hôpital siamois (Ann Sears)
- 1957 : Le Miroir au secret : Helen Bethke (Jeanne Cooper)
- 1957 : La Belle et le Corsaire : Rosa (Yvette Masson)
- 1958 : Hercule et la Reine de Lydie : Omphale, reine de Lydie (Sylvia Lopez)
- 1958 : Le danger vient de l'espace : Katy Dandridge (Madeleine Fischer)
- 1958 : 10, rue Frederick : la vendeuse (Rachel Stephens)
- 1959 : La Bataille de Marathon : Karis (Daniela Rocca)
- 1959 : Le Shérif aux mains rouges : Lily, la propriétaire du saloon Lady Gay (Nancy Gates)
- 1959 : La Chute d'un caïd : Monica Drake (Elaine Stewart)
- 1960 : Le Grand Sam : Jenny Lamont (Lilyan Chauvin)
- 1960: La Ruée vers l'Ouest : Dixie Lee (Anne Baxter)
- 1960 : Les Hors-la-loi : Nelli (Ann Morriss)
- 1960 : Esther et le Roi : Keresh (Rosalba Neri)
- 1960 : Carthage en flammes : Fulvia (Anne Heywood)
- 1961 : Ville sans pitié : Trude (Ingrid van Bergen)
- 1962 : Un soupçon de vison : Connie Emerson (Audrey Meadows)
- 1962 : Du silence et des ombres : Maudie Atkinson (Rosemary Murphy)
- 1962 : L'Ange de la violence : Mrs. Mandel (Constance Ford)
- 1962 : L'Inconnu du gang des jeux : Caroline Knight (Nita Talbot)
- 1962 : Allô, brigade spéciale : la serveuse du club The Hangout (Helen Jay), la vendeuse du magasin de jouets (Karren Norris) / la femme devant la porte des toilettes du club[Qui ?]
- 1963 : L'Araignée blanche défie Scotland Yard : Penelope (Lotte Brackebusch)
- 1963 : Les Cheyennes : la femme espagnole (Dolores del Río)
- 1963 : Les Filles de l'air : Katie Rinard (Dawn Addams)
- 1963 : Blondes, Brunes et Rousses : Miss Ettinger (Dorothy Green)
- 1963 : Jason et les Argonautes : Médée (Nancy Novack)
- 1963 : Un chef de rayon explosif : la cliente au rayon matelas (Mary Treen)
- 1963 : La Poupée diabolique : Louisa (Ella Tracey)
- 1964 : Pour une poignée de dollars : Consuelo Baxter (Margarita Lozano)
- 1964 : La Patrouille de la violence : Goldie (Cece Whitney)
- 1964 : Ne m'envoyez pas de fleurs : Woman Commuter (Helene Winston)
- 1964 : Deux copines, un séducteur : une invitée[Qui ?]
- 1965 : Les Chemins de la puissance : Sybil (Margaret Johnston)
- 1965 : Les Éperons noirs : Sadie (Linda Darnell)
- 1965 : Les Inséparables : une collaboratrice de l'agence de publicité (Karen Norris)
- 1965 : Chère Brigitte : la collaboratrice brune assistant à l'expérience dans la salle informatique[Qui ?]
- 1966 : L'Ombre d'un géant : Emma Marcus (Angie Dickinson)
- 1966 : Message chiffré : Luana (Helga Liné)
- 1966 : Colorado : la veuve (Nieves Navarro)
- 1966 : Frontière chinoise : Florrie Pether (Betty Field)
- 1966 : Le Chevalier de Maupin : Rosetta Durand (Mikaela)
- 1967 : La Nuit des généraux : Eleanore von Seidlitz-Gabler (Coral Browne)
- 1967 : Escalier interdit : Henrietta Pastorfield (Eileen Heckart)
- 1967 : F comme Flint : Hilda (Mary Meade French)
- 1967 : Les Trois Fantastiques Supermen : une spectatrice regardant l'escalade[Qui ?]
- 1967 : La Guerre des cerveaux : Sally Hallson (Yvonne De Carlo)
- 1967 : Millie : Judith Tremaine (Lisabeth Hush)
- 1967 : L'Affaire Al Capone : la journaliste interviewant Al Capone (Betsy Jones-Moreland)
- 1967 : Trois gars, deux filles et un trésor : Jo Symington (Dodie Marshall)
- 1968 : On achève bien les chevaux : Shirley Clayton (Allie Ann Mc Lerie)
- 1968 : Le Gang de l'oiseau d'or : Debbie (Janet Rossini)
- 1968 : Petulia : May (Pippa Scott)
- 1968 : La Déesse des sables : Sheila (Jill Melford)
- 1969 : Le Pont de Remagen : Greta Holzgang (Sonja Ziemann)
- 1969 : L'Escalier : Miss Ricrad (Avril Angers)
- 1969 : Au paradis à coups de revolver : Madge McCloud (Carolyn Jones)
- 1969 : La Folle de Chaillot : Gabrielle, la folle de Passy (Giulietta Masina)
- 1969 : La Jeunesse du massacre : la tante de Benito (Flora Carosello)
- 1969 : Filles et Show-business : Nita Bix (Sheree North)
- 1969 : La Descente infernale : la journaliste autrichienne (Kathleen Crowley)
- 1969 : Les Damnés : Sophie Von Essenbeck (Ingrid Thulin)
- 1969 : Le Piège à pédales : une femme au fort embonpoint[Qui ?] et un travesti à la soirée[Qui ?]
- 1970 : Traître sur commande : Mrs. Kehoe (Bethel Leslie)
- 1970 : La Fiancée du vampire : Mrs Johnson (Barbara Cason)
- 1970 : Appelez-moi Monsieur Tibbs : Marge Garfield (Norma Crane)
- 1970 : Django arrive, préparez vos cercueils : Maldida (Linda Sini)
- 1970 : Campus : Alice Linden (Elizabeth Lane)
- 1970 : Une fille dans ma soupe : une invitée à la réception[Qui ?]
- 1970 : Un beau salaud : Belle Nops (Anne Jackson)
- 1970 : Joe, c'est aussi l'Amérique : Joan Compton (Audrey Caire)
- 1970 : Le Miroir aux espions : Carol King (Vivian Pickles)
- 1970 : Ya, ya, mon général ! : Camille Bland (Bobo Lewis)
- 1970 : Les Inconnus de Malte : Mrs. Robiac (Betty Marsden)
- 1970 : Dans les replis de la chair : Lucille (Eleonora Rossi Drago)
- 1971 : Orange mécanique : Dr. Branom (Madge Ryan)
- 1971 : Klute : Momma Rose (Shirley Stoler)
- 1971 : Le Mystère Andromède : Dr Ruth Leavitt (Kate Reid)
- 1971 : Un colt pour trois salopards : Madame (Diana Dors)
- 1971 : L'Hôpital : la secrétaire du Dr Bock (Carolyn Krigbaum)
- 1971 : Marie Stuart, reine d'Écosse : Catherine de Médicis (Katherine Kath)
- 1971 : Femmes de médecins : Della Randolph (Rachel Roberts)
- 1971 : Sans mobile apparent : Mme Forest (Esmeralda Ruspoli)
- 1971 : Le Décaméron : Peronella (Angela Luce)
- 1972 : Madame Sin : Madame Sin (Bette Davis)
- 1972 : Junior Bonner, le dernier bagarreur : Elvira (Ida Lupino)
- 1972 : Le Grand Duel : la tenancière de la maison (Elvira Cortese)
- 1972 : Les flics ne dorment pas la nuit : Silverpants (Bea Thompkins)
- 1972 : Les Quatre Malfrats : Misamo (Lynne Gordon)
- 1972 : Blacula, le vampire noir : Juanita Jones (Kelly Lester)
- 1972 : Le Baron vampire : Eva (Elke Sommer)
- 1972 : La Dernière Maison sur la gauche : Ada (Ada Washington)
- 1973 : Papillon : la mère supérieure (Barbara Morrison)
- 1973 : Amarcord : la buraliste (Maria Antonietta Beluzzi) / Mme de Leonardis (Dina Adorni)
- 1973 : Nos plus belles années : Rhea Edwards (Allyn Ann McLerie)
- 1973 : Les Invitations dangereuses : Christine (Dyan Cannon)
- 1973 : Te Deum : maman Manure (Maria Vico)
- 1973 : Les 'S' Pions : la prostituée (Hella Petri)
- 1973 : Complot à Dallas : la strip-teaseuse (Deanna Darrin)
- 1973 : Police Puissance 7 : Sara Kalish (Frances Chaney)
- 1973 : Un petit Indien (One Little Indian) de Bernard McEveety : Doris (Vera Miles)
- 1974 : Zardoz : May (Sara Kestelman)
- 1974 : Le Parrain 2 : l'infirmière à Ellis Island (Gabria Belloni) (1er doublage)
- 1974 : La Tour infernale : la première dame de la nacelle (Elizabeth Rogers) (1er doublage)
- 1974 : Parfum de femme : Mirka (Moira Orfei)
- 1974 : Conversation secrète : Lurleen (Phoebe Alexander) (1er doublage)
- 1974 : Lucky Luciano : la comtesse (Magda Konopka)
- 1974 : Le Blanc, le Jaune et le Noir : la femme de Gedeon (María Isbert)
- 1974 : En voiture, Simone : la mère supérieure (Patricia Burke)
- 1974 : Les Mains dans les poches : Mrs. Tyrell (Ruth Klinger)
- 1974 : Flesh Gordon : Nellie (Candy Samples)
- 1974 : Foxy Brown : Katherine Wall (Katheryn Loder)
- 1975 : Une bible et un fusil : Eula Goodnight (Katharine Hepburn)
- 1975 : Un génie, deux associés, une cloche : la tenancière de la maison close (Clara Colosimo)
- 1975 : La Trahison : Margareth (voix off)
- 1975 : Parole d'homme : Mrs. Smythe (Jean Kent)
- 1975 : Shampoo : Mary (Ann Weldon) / Mona (Brunetta Barnett)
- 1975 : L'Odyssée du Hindenburg : Beth Channing (Joanna Moore)
- 1975 : La Pluie du diable : Mme Preston (Ida Lupino)
- 1976 : Keoma : la sorcière (Gabriella Giacobbe)
- 1976 : Complot de famille : Vera Hannagan (Marge Redmond)
- 1976 : La Carrière d'une femme de chambre : la mère de Marcella (Eleonora Morana)
- 1977 : La Guerre des étoiles : tante Beru Lars (Shelagh Fraser)
- 1977 : L'Empire des fourmis géantes : Margaret Ellis (Jacqueline Scott)
- 1977 : Rage : la journaliste TV (Kathy Keefler)
- 1977 : Le Cercle infernal : Greta Braden (Mary Morris)
- 1978 : Mort sur le Nil : Salome Otterbourne (Angela Lansbury)
- 1978 : Le Chat qui vient de l'espace : voix de la fusée mère[Qui ?]
- 1978 : Un mariage : Ingrid Hellstrom (Viveca Lindfors)
- 1979 : Star Trek, le film : Dr Christine Chapel (Majel Barrett) (1er doublage)
- 1979 : Cul et Chemise : Mama Leone (May Dlamini)
- 1979 : Le Champion : Dolly Kenyon (Joan Blondell)
- 1979 : Guerre et Passion : Phyllis (Sherrie Hewson)
- 1979 : Hair : la mère de Sheila (Fern Tailer)
- 1979 : Que le spectacle commence : la mère de Joe (Sloane Shelton)
- 1979 : Les Guerriers de la nuit : DJ (Lynne Thigpen)
- 1979 : Le Cavalier électrique : Grace Phillips (Perry Sheehan Adair)
- 1979 : Mélodie meurtrière : Donna Filomena (Elena Fiore)
- 1980 : Fame : Naomi Finsecker (Tresa Hughes)
- 1980 : American Gigolo : Mrs Dobrun (Carole Cook)
- 1980 : Gloria : la serveuse (Marilyn Putnam)
- 1980 : Xanadu : voix de Héra (Carol Browne)
- 1980 : Inferno : Carol, la concierge (Alida Valli)
- 1980 : Mr. Patman : Mrs. Beckman (Candy Kane)
- 1980 : Ça va cogner : Hattie, une parieuse (Camila Ashland)
- 1980 : Pulsions : la femme transsexuelle à la TV[Qui ?]
- 1980 : Sursis pour l'orchestre : Frau Schmidt (Viveca Lindfors)
- 1981 : Outland : Dr. Lazarus (Frances Sternhagen)
- 1981 : Salut l'ami, adieu le trésor : Mamma (Luise Bennett)
- 1981 : Reds : divers témoins féminins[réf. nécessaire]
- 1981 : Le Choc des Titans : Une des trois Grées (Flora Robson)
- 1981 : Lola, une femme allemande : la mère de Lola (Karin Baal)
- 1981 : Le Loup-garou de Londres : La serveuse du bar (Lila Kaye)
- 1982 : Tootsie : Mrs. Crawley (Anne Shropshire)
- 1982 : Rambo : la mère de Delmar Berry[Qui ?]
- 1982 : Poltergeist : Dr Lesh (Beatrice Straight)
- 1982 : Le Monde selon Garp : Sally Devlin (Bette Henritze)
- 1982 : L'Emprise : Dr Cooley (Jacqueline Brookes)
- 1982 : J'aurai ta peau : Hilda Kendricks (Jessica James)
- 1983 : Flashdance : Hanna Long (Lilia Skala)
- 1983 : Dead Zone : Henrietta Dodd (Colleen Dewhurst)
- 1984 : Dune : Mother Ramallo (Silvana Mangano)
- 1984 : La Route des Indes : Mrs. Moore (Peggy Ashcroft)
- 1984 : Tank : LaDonna Carey (Shirley Jones)
- 1984 : L'Enfer de la violence : Claire (Antoinette Bower)
- 1984 : Haut les flingues ! : Peggy Barker (Joan Shawlee)
- 1985 : Retour vers le futur : la membre de l'Association "Sauvez l'horloge de l'Hôtel-de-Ville" (Elsa Raven)
- 1985 : Kalidor : la reine Gedren (Sandahl Bergman)
- 1985 : Les Goonies : Mamma Fratelli (Anne Ramsey)
- 1985 : Agnès de Dieu : la mère du Dr Livingston (Anne Pitoniak)
- 1985 : Les Super-flics de Miami : Dr Denniser (Jody Wilson)
- 1985 : Comment claquer un million de dollars par jour : la juge R. Woods (Rosetta LeNoire)
- 1985 : Transylvania 6-5000 : Mrs. Morovia (Inge Appelt)
- 1986 : Hannah et ses sœurs : Norma (Maureen O'Sullivan)
- 1986 : Ginger et Fred : Amelia Bonetti alias « Ginger » (Giulietta Masina)
- 1986 : Banco : Millicent (Joanne Jackson)
- 1986 : La Loi de Murphy : Dr Lovell (Janet MacLachlan)
- 1986 : Duo pour une soliste : Sonia Randvich (Margaret Courtenay)
- 1986 : Comme un chien enragé : Grandma (Eileen Ryan)
- 1986 : Le Maître de guerre : Little Mary (Eileen Heckart)
- 1987 : Gens de Dublin : Mme Malins (Marie Kean)
- 1988 : Y a-t-il un flic pour sauver la reine ? : la mairesse (Nancy Marchand)
- 1988 : Cinema Paradiso : l'institutrice[Qui ?]
- 1991 : JFK : Mattie (Pat Perkins)
- 1991 : La Manière forte : Angie (Penny Marshall)
- 1991 : The Doors : Warhol PR (Paul Williams)
- 1991 : Frankie et Johnny : Nedda (Jane Morris)
- 1991 : Ta mère ou moi : Rose Muldoon (Maureen O'Hara)
- 1991 : La P'tite Arnaqueuse : Mrs Arnold (Barbara Tarbuck)
- 1992 : La Loi de la nuit : la juge Parke (Margo Winkler)
- 1993 : Denis la Malice : Martha Wilson (Joan Plowright)
- 1996 : Shine : Katharine Susannah Prichard (Googie Withers)
- 1996 : James et la Pêche géante : tante Éponge (Miriam Margolyes)
- 2001 : Les Autres : Bertha Mills (Fionnula Flanagan)
- 2001 : Terre Neuve : Agnis Hamm (Judi Dench)
- 2002 : Minority Report : Dr. Iris Hineman (Lois Smith)
- 2004 : Vanity Fair : La Foire aux vanités : Miss Matilda Crawley (Eileen Atkins)

#### Films d'animation
- 1951 : Alice au pays des merveilles : la Reine de cœur, que l'on peut aussi entendre au Parc Disneyland Paris dans le labyrinthe d'Alice depuis l'ouverture en 1992
- 1955 : La Belle et le Clochard : tante Sarah[12]
- 1959 : La Belle au bois dormant : Flora
- 1965 : Sur la piste de l'Ouest sauvage : la vache noire
- 1975 : Zizi Panpan : Voix
- 1975 : La Honte de la jungle : la reine Bazonga
- 1981 : Rox et Rouky : Big Mama
- 1989 : Astérix et le Coup du menhir : Mme Cétautomatix
- 1998 : La Mouette et le Chat : la capitaine Marine
- 1998 : Scooby-Doo sur l'île aux zombies : Simone Lenoir
- 2002 : Corto Maltese, la cour secrète des arcanes : Mme Hu
- 2003 : Le Château dans le ciel : la grand-mère

### Télévision

#### Téléfilms
- Shelley Winters dans :
  - Adventures of Nick Carter (1972) : Bess Tucker
  - La Fille du diable (en) (1973) : Lilith Malone
  - Terreur à bord (1979) : Helen Wabash
  - Le Roman d'Elvis (1979) : Gladys Presley

- Elizabeth Taylor dans :
  - Divorce (1973) : Jane Reynolds
  - Victoire à Entebbé (1976) : Edra Vilnofsky
  - Malice in Wonderland (1985) : Louella Parsons
  - Drôles de retrouvailles (2001) : Beryl Mason

- Lauren Bacall dans :
  - Le Portrait (1993) : Fanny Church
  - La Vie secrète d'une milliardaire (1999) : Doris Duke

Mais aussi :
- 1967 : L'Homme en fuite : Valverda Johnson (Anne Baxter)
- 1971 : Duel : la serveuse du restaurant (Shirley O'Hara) (1er doublage)
- 1977 : Horizons en flammes : Martha Wagner (Vera Miles)
- 1985 : Prête-moi ta vie : Mrs. Thirkell (Joan Sims)
- 1985 : Meurtre au crépuscule : Mildred Lasher (Camila Ashland)
- 1986 : Poirot joue le jeu : Ariadne Oliver (Jean Stapleton)
- 1986 : L'Affaire Protheroe : Mrs. Price-Ridley (Rosalie Crutchley) et Mrs. Salisbury (Deddie Davies)
- 1995 : Fausse Identité : Libby (Tonea Stewart)
- 2005 : La Colline aux adieux : Mary Margaret Grier (Betty Buckley)

#### Séries télévisées
- Elizabeth Taylor dans :
  - Nord et Sud : Mme Conti
  - Une nounou d'enfer : elle-même
- Kathryn Joosten dans :
  - Desperate Housewives : Karen McCluskey (1re voix)
  - The Closer : L.A. enquêtes prioritaires : Janet Townsend

Mais aussi :
- 1966 : Batman, épisodes The Greatest Mother of Them All et Ma Parker (2.9-10) : Ma Parker (Shelley Winters)
- 1966-1969 : Mission impossible : Cinnamon Carter (Barbara Bain) (78 épisodes)
- 1969-1972 : Ma sorcière bien-aimée : Esmeralda (Alice Ghostley) (15 épisodes)
- 1973 : Columbo, épisode Quand le vin est tiré (3.2) : Karen Fielding (Myrna Loy)
- 1975 : Columbo, épisode La Femme oubliée (5.1) : Pat la chorégraphe
- 1976 : Isaura : Januária (Zeni Pereira)
- 1976 : La croisière s'amuse :
  - épisode Le grand amour (1.8) : Maisie Nolan (Polly Bergen)
  - épisode Qui comprend quelque chose à l'amour ? (1.22) : Phyllis Morrison (Janis Paige)
  - épisode Ne comptez pas sur moi pour tomber amoureuse (1.25) : Cora Bass (Kaye Ballard)
- 1977 : La croisière s'amuse, épisode Joyeux anniversaire (2.1-2) : Mrs Worth (Audra Lindley)
- 1977 : Racines : Mammy Bell (Madge Sinclair)
- 1978 : La croisière s'amuse, épisode Un peu de cœur, que diable ! (3.20) : Evelyn Hopkins (Ja'net DuBois)
- Starsky et Hutch :
  - 1978 : Edith Dobey (Lynn Hamilton) (saison 1, épisode 12)
  - 1983 : Lola Turkel (Lola Albright) (saison 1, épisode 23)
  - 1983 : Ginger Evans (Audrey Christie) (saison 2, épisode 9)
  - 1983 : Miss Bycroft (Fran Ryan) (saison 3, épisode 5)
  - 1984 : Bessie (LaWanda Page) (saison 2, épisode 20)
- 1978-1984 : Dallas : Maggie Monahan (Sarah Cunningham) / Lady Jessica Montford (Alexis Smith) (1re voix)
- 1979 : Drôles de dames, épisode Caged Angel (4.6) : Agnes Kemp dite « Big Aggie » (Shirley Stoler)
- 1982-1983 : Falcon Crest : Jacqueline Perrault (Lana Turner)
- 1983 : La croisière s'amuse, épisode Passager clandestin (8.2-3) : Inga Van Damme (Elke Sommer)
- 1983 : Les oiseaux se cachent pour mourir :  Mary Carson (Barbara Stanwyck)
- 1984 : La Préférée : Filomena Steen (Célia Biar)
- 1984 : La croisière s'amuse, épisode Les Matadors (9.22-23) : Laura Jameson (Sada Thompson)
- 1986 : La Vengeance aux deux visages : Kathy Basklain (Patricia Kennedy)
- 1987 : Danse avec moi :  Martha Gama (Tereza Raquel)
- 1990 : Les Dessous d'Hollywood : Francis (Dorothy Dells)
- 1991 : Hercule Poirot (3.9) : Mrs Lacey (Stephanie Cole)
- 1992 : Les Contes de la crypte, épisode Maniac at Large (4.10) : Mrs Pritchard (Salome Jens)
- 1993-1997 : Docteur Quinn, femme médecin : Elizabeth Quinn (Georgann Johnson)
- 2001 : Dune : Mother Ramallo (Drahomira Fialkova)
- 2006 : Ghost Whisperer : grand-mère Mary Ann (June Squibb)

#### Séries d'animation
- 1978 : Goldorak : Minas
- 1978 : Candy :  Mme Legrand / la mère supérieure
- 1978 : Flèche bleue : Maman poule
- 1980 : Albator, le corsaire de l'espace : la reine Sylvidra / quelques Sylvidres